# Saint-Just-d’Ardèche
Saint-Just-d’Ardèche – miejscowość i gmina we Francji, w regionie Owernia-Rodan-Alpy, w departamencie Ardèche.
Według danych na rok 1990 gminę zamieszkiwało 1078 osób, a gęstość zaludnienia wynosiła 103 osób/km² (wśród 2880 gmin regionu Rodan-Alpy Saint-Just-d’Ardèche plasuje się na 738. miejscu pod względem liczby ludności, natomiast pod względem powierzchni na miejscu 1085.).

## Populacja

Populacja Saint-Just-d’Ardèche w latach 1962-2008